# Svarttjärnen (Råneå socken, Norrbotten)
Svarttjärnen är en sjö i Bodens kommun i Norrbotten och ingår i Råneälvens huvudavrinningsområde.